# Euloxia meracula
Euloxia meracula är en fjärilsart som beskrevs av Turner 1942. Euloxia meracula ingår i släktet Euloxia och familjen mätare. Inga underarter finns listade i Catalogue of Life.